# Jordbrukskassa
Jordbrukskassorna bildades för att tillgodose jordbrukarnas behov av kapital. Den första jordbrukskassan grundades 1915 i Västerhaninge. Banken hade en stiliserad kärve som symbol. Sparbössorna för barnen var utformade som en elefant. 1917 bildades Jordbrukskassan i Södertälje av Alfred Engqvist. Som mest fanns det 789 jordbrukskassor (år 1936), mestadels utanför storstadsområdena.[källa behövs]
1958 bildades Jordbrukets Bank som en centralbank för jordbrukskassorna. 1974 bytte Jordbrukskassan namn till Föreningsbanken. 1997 bildades Föreningssparbanken genom ett samgående mellan Föreningsbanken och Sparbanken Sverige, och på flertalet orter slogs kontoren samman. År 2006 ändrades namnet från Föreningssparbanken till Swedbank.

## Källhänvisningar
1. ↑  "Bankens historia". Arkiverad 24 oktober 2014 hämtat från the Wayback Machine. Swedbank.se. Läst 24 oktober 2014.